# ناحیه مانوری

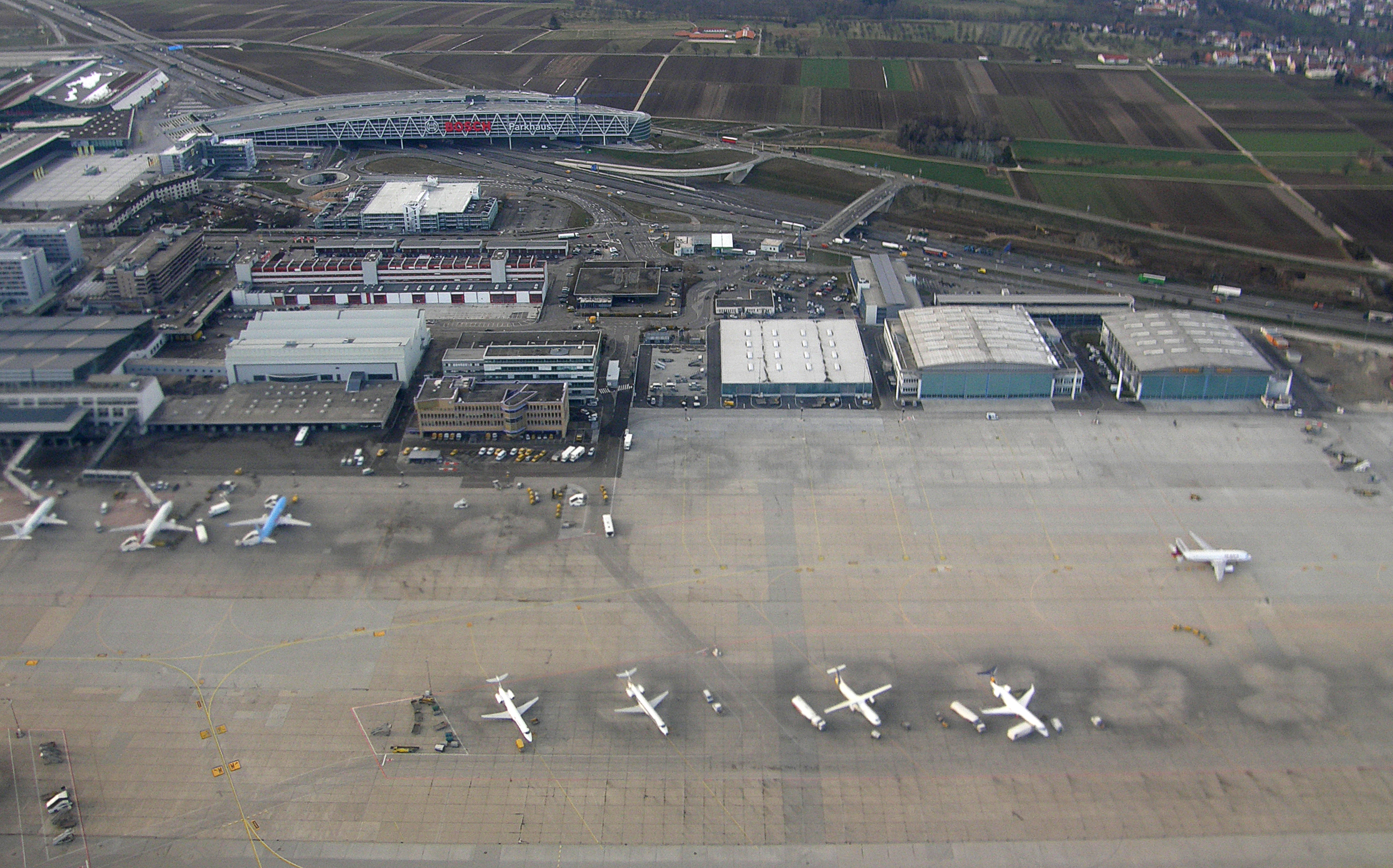
نمای هوایی از محوطهٔ مانور پروازی در فرودگاه اشتوتگارت - ۲۰۰۸

محوطه مانور پروازی (به انگلیسی: Maneuvering Area) بخشی از پروازگاه برای یک هواگرد است که می‌تواند برخاست، فرود و خزش کند اما صحن فرودگاه و مناطق تعمیر و نگهداری هواپیما شامل آن نمی‌شوند. مسیر خزش یا تاکسی وی(Taxiway) مسیر تعیین شده برای خزش وسایل پرنده در فرودگاه برای ارتباط بین قسمت های مربوط فرودگاه است. 